# يحيى قلاش
يحيى قلاش.. بعض من السيرة النقابية
• كاتب صحفي بجريدة الجمهورية.
نقيب الصحفيين المصرى بعد فوزه في انتخابات نقابة الصحفيين في 20 مارس 2015 على منافسه ضياء رشوان وقد حصل قلاش على 1998 صوتا وحصل رشوان على 1071 صوتا
وكان قلاش قد خسر منصب نقيب الصحفيين في أول انتخابات بعد ثورة يناير في 2011 أمام منافسه ممدوح الولى
• عضو بنقابة الصحفيين وشارك في كل فعاليات العمل النقابي منذ أوائل الثمانينيات، كما شارك في أعمال المؤتمر العام الثاني والمؤتمرين الثالث والرابع للصحفيين التي تناولت كل قضايا الصحافة والصحفيين.
• انتخب عضواً لمجلس نقابة الصحفيين لأربع دورات متتالية.
• سكرتير عام النقابة لمدة 8 سنوات، وهي أكبر مدة يقضيها نقابي في هذا الموقع.
• شارك في إدارة أزمة القانون 93 لعام 1995 الذي أطلق عليه (قانون حماية الفساد)، من خلال لجنة كانت مهمتها المتابعة والإعداد لكل الفعاليات واللقاءات والإعداد للجمعيات العمومية والتكليفات الصادرة عنها التي ظلت في انعقاد مستمر لمدة تزيد على العام، ودعا كبار الكتاب للمشاركة بارائهم في الازمة وخاطب الأستاذ محمد حسنين هيكل - الذي لم يكن تربطه به أي علاقة مباشرة في ذلك الوقت - للإدلاء برأيه في الأزمة والمشاركة، واتصل به وأعطاه كلمة لإلقائها باسمه موجهة للجمعية العمومية كان لها صدى كبير، خاصة في وصفه سلطة مبارك بأنها «سلطة شاخت في مواقعها».
• كما تابع مع نقيب النقباء الراحل كامل زهيري خلال هذه الفترة كل جهوده في الدفاع عن حرية الصحافة، ومنها سفره على رأس وفد من شباب الصحفيين لدائرة النائب فكري الجزار بمحافظة الغربية الذي قاد حملة رفض القانون 93 في مجلس الشعب، ومساندته في الانتخابات التي كان يخوضها، وكذلك عدد من النواب في بعض الدوائر الأخرى الذين رفضوا هذا القانون.
• اعتبر ملف حقوق الصحفيين وتحسين أوضاعهم وتحقيق الحماية لهم في علاقات العمل وحرية الصحافة وحماية الصحفي من أولويات عمله النقابي، ووقف بشدة ضد حبس أي زميل صحفي في قضايا النشر، وساند كل الزملاء الصحفيين الذين تعرضوا للحبس في قضايا نشر خلال الستة عشر عاما الماضية، حتى إنه تم الاعتداء عليه في سجن مزرعة طرة عام 1998 في أثناء إحدى زياراته مع الزميلين النقابيين جلال عارف ومحمد عبد القدوس لعدد من الزملاء المحبوسين على ذمة قضايا النشر، كما قام بزيارة كل الزملاء الذين تم حبسهم أو احتجازهم على ذمة قضايا نشر أو رأي.
• تصدى لتدخل وزير الداخلية الأسبق حبيب العادلي في شئون النقابة، فكتب مقالا هاجم فيه الوزير ورفض تدخله، وقال: «إن النقابة لا تقبل دروسا أو وصاية من أحد، وإنه لا يمكن الحديث عن الإصلاح السياسي إذا ظل ملف السياسة الداخلية تحكمه وزارة الداخلية التي أدمنت أن تحكمنا بالطوارئ أو القوانين الاستثنائية والاشتباه وعقوبات الحبس في قضايا الرأي والتعبير والنشر، التي لا تفرق بين أحزاب وقوى سياسية وتيارات ومؤسسات مجتمع مدني ونقابات وبين بؤر الجريمة والفساد».
• أسهم في ترتيبات عقد أول جمعية عمومية عادية في مارس 2006 لبحث موضوع الأجور وإلغاء الحبس في قضايا النشر، ونظم عددًا من الوقفات الاحتجاجية أمام مجلسي الشعب والشورى في أثناء نظر مشروع القانون الذي حاول جمال مبارك وأحمد عز أن يقحم فيه مادة حبس كل من يقترب من تناول الذمة المالية للشخصيات العامة، ودخل في اعتصام مفتوح بالنقابة على مدى ثمانية أيام للضغط على مجلس الشعب حتى يتراجع عن الموافقة على هذه المادة، وهاجمته د. زينب السبكي، رئيس اللجنة التشريعية، واتهمته بإرهابهم لإرساله مذكرة لأعضاء مجلس الشعب بناء على تكليف من الجمعية العمومية تضع كل من يوافق على إقرار هذه المادة في القائمة السوداء، واعتباره من أعداء حرية الصحافة، كما شارك في تنظيم الاحتجاجات والتنسيق مع الزملاء رؤساء تحرير الصحف التي قررت في مناسبات مختلفة الاحتجاب تضامنا مع النقابة في موقفها بخصوص إلغاء الحبس في قضايا النشر.
• اعتبر ملف حماية الصحفي من أولويات عمل النقابة وأي نقابي، لذلك كان يعطي أولوية وأهمية خاصة لحضور المحاكمات وتحقيقات النيابة مع الزملاء في قضايا النشر، وشمل هذا الاهتمام حضوره العديد من تحقيقات النيابة مع زملاء متدربين لم يحصلوا على عضوية النقابة.
• أعطى قضية علاقات العمل أهمية كبيرة، وكان يعتبر مؤسسة النقابة هي مظلة الحماية والتوازن عندما يتعرض الصحفي لمشكلة مع جريدته أو مؤسسته وأنه لا بديل عن قيامها بهذا الدور طبقا للقانون وأن التخلي أو التراجع عنه هو تراجع عن دور أصيل وأساسي للنقابة.
• له مواقف معروفة حفاظا على كرامة النقابة، ومنها رفضه حصار النقابة من قبل قوات الشرطة والأمن المركزي في 6 أبريل 2010، ورفض طلب رجال الأمن بالاطلاع على كارنيه العضوية لدخول النقابة، وفي 26 يناير 2011 وبعد يوم من ثورة 25 يناير حدث نفس الموقف وعندما رفض الامتثال لأوامر قوات الشرطة ألقي القبض عليه وتم إيداعه بإحدى سيارات الأمن المركزي بشارع رمسيس لبعض الوقت، وتم الإفراج عنه بعد تظاهر عدد من الزملاء الصحفيين على سلالم النقابة، وهو نفس اليوم الذي ألقي فيه القبض على الزملاء محمد عبد القدوس وشريف عارف وحمادة عبد اللطيف.
• تابع كل الملفات والقضايا التي تهم النقابة والصحفيين، وفي مقدمتها ملف الحريات الصحفية، وملف علاقات العمل، وملف الأجور، وملف موارد النقابة. وشارك في تنظيم الاحتجاجات والتنسيق مع الزملاء رؤساء تحرير الصحف التي قررت في مناسبات مختلفة الاحتجاب تضامنا مع النقابة في موقفها بخصوص إلغاء الحبس في قضايا النشر.
• تابع كل الملفات والقضايا التي تهم النقابة والصحفيين، وفي مقدمتها ملف علاقات العمل، وملف الأجور، وملف موارد النقابة، فشارك في الاجتماعات المشتركة مع المجلس الأعلى للصحافة ورؤساء مجالس إدارة تحرير الصحف القومية بخصوص تنفيذ لائحة الأجور التي أعدها مجلس 2003 بعد التصديق عليها في الجمعية العمومية العادية عام 2006 والتي توقفت مع مجلس 2007، وكذلك مشروع زيادة التمغة الصحفية أثناء مراجعته بوزارة العدل قبل عرضه على مجلس الشعب، كما شارك في مفاوضات واجتماعات وإدارة أزمات مختلفة، منها مرتان مع الرئيس الأسبق وثلاث مع رؤساء وزراء مصر السابقين ومع اثنين من وزراء الإعلام واثنين من رؤساء المجلس الأعلى للصحافة واثنين من وزراء العدل واثنين من وزراء مجلسي الشعب والشورى وثلاثة وزراء داخلية ورئيس مجلس الشعب السابق وعدد كبير من المسئولين في مختلف المواقع.
• أسهم بدور بارز وأساسي في تطوير العمل الإداري بالنقابة ونقله نقلة نوعية وتأهيله لتقديم مزيد من الخدمات والمشروعات للزملاء، وتحمل مسئولية الانتقال الآمن بأوراق وملفات النقابة وأرشيفها بالكامل من المبنى القديم إلى المبنى المؤقت بجوار قسم الأزبكية، ثم العودة إلى المبنى الجديد الحالي، وإعداد جهاز إداري وكوادر فنية قادرة على تحقيق تحول مهم من العمل الورقي إلى أنظمة وبرامج إلكترونية لكل الأرشيف والمعلومات والخدمات والتعاملات المالية والقيد والمشروعات المختلفة.
• اهتماماته بتحسين المناخ العام الذي يعمل فيه الصحفيون تعدت الحدود المصرية لتشمل جموع الصحفيين العرب، ويذكر له مشاركته المهمة في يناير عام 2004 في بعثة لاتحاد الصحفيين العرب والاتحاد الدولي لتقصي أوضاع الصحفيين العراقيين في ظروف صعبة وخطرة، وقدم تقريرا بعد عودته لأمين عام الاتحاد، صلاح الدين حافظ.. وتناقل العديد من وسائل الإعلام المصرية والعربية والعالمية في حينها ما ذكر في التقرير الذي جاء ضمن توصياته «إننا لسنا اتحادا للحكومات بل اتحاد للصحفيين، فلا بد أن ندين تحول بعض النقابات إلى أبواق للأنظمة السياسية ولا يمكن أن يقبل الاتحاد نقابات تعاني الجمود وتخشى الممارسة الديمقراطية ولا تعتمد ملف الحريات الصحفية في قاموس عملها اليومي».
• شارك خلال الأعوام القليلة الماضية في أعمال اللجنة الوطنية للدفاع عن حرية التعبير التي كان يرأسها الأديب بهاء طاهر، وكان متحدثا رسميا باسم اللجنة على مدى عامين.
• له كتابات عديدة دفاعا عن حرية الصحافة وحقوق الصحفيين ودور النقابة وتاريخها ومعاركها في "الجمهورية" و"الأهرام" و"الأخبار" و"المصري اليوم" و"العربي" و"الأهالي" و"الموقف العربي" و"الشروق" و"اليوم السابع" و"الدستور" ومجلة "الهلال"، ومنها في الفترة الأخيرة مقالات: لا لمعايير اختيار رؤساء التحرير، وفقه المعايير في اختيار رؤساء التحرير، المال يطل على الإعلام، الإعلام المصري بعد 25 يناير و30 يونيو، دروس من انتفاضة الصحفيين، التطبيع مع إسرائيل وثقوب في الذاكرة النقابية، ساويرس وحبس الصحفيين".